# ТЭЦ Каролин
ТЭЦ Каролин (ЭС-2) – теплоэлектроцентраль в центральной Польше в городе Познань.

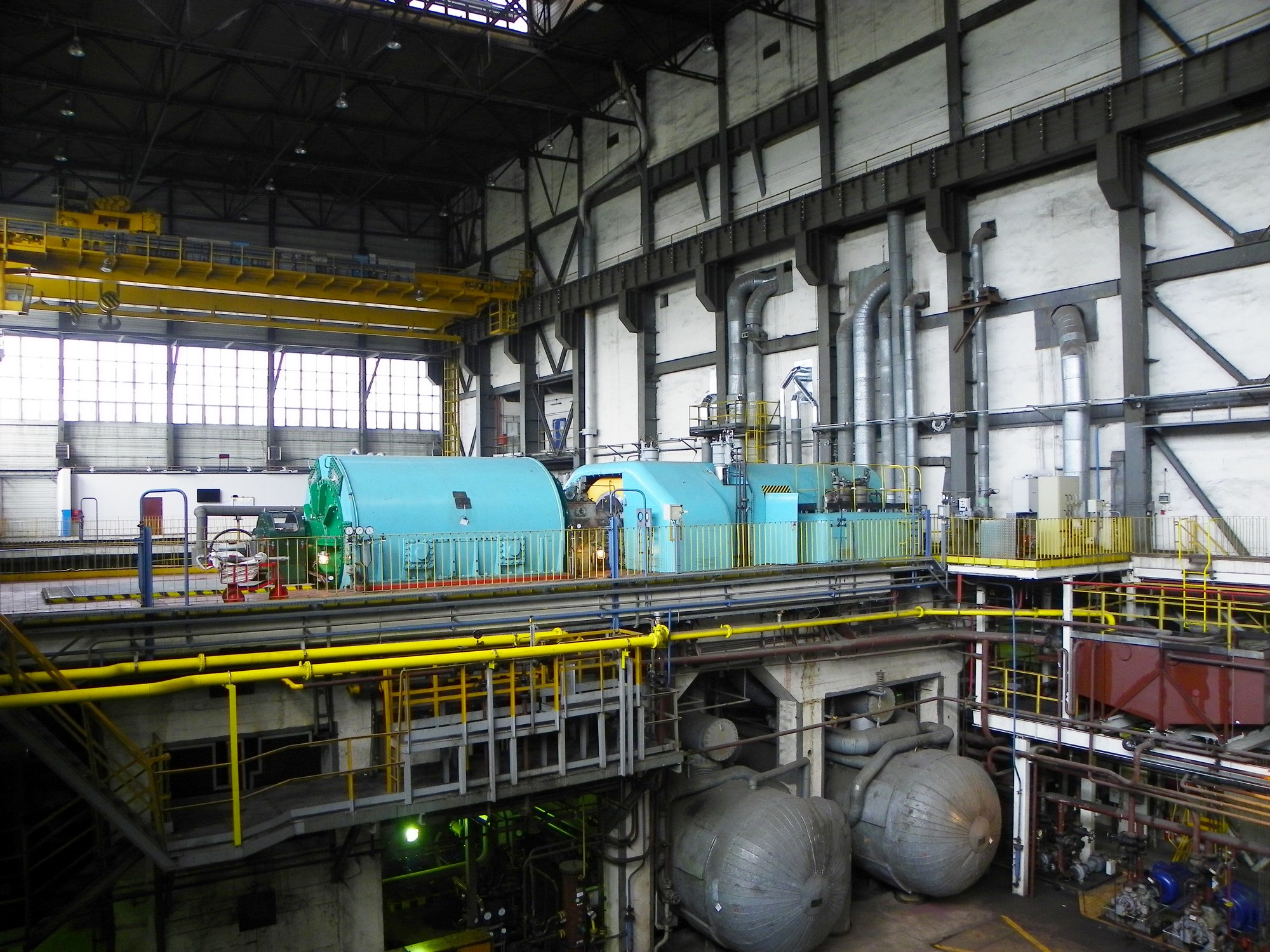
Турбина блока №1

С 1929-го в Познани работала электростанция Гарбари, которая с конца 1950-х также стала поставлять тепловую энергию. Возросшие потребности в последней обусловили запуск в 1975 году котельной Каролин, оборудованной водогрейными котлами. В 1985-м с вводом в эксплуатацию энергоблока ВС-50 площадка Каролин превратилась в теплоэлектроцентраль. Указанный блок имел два угольных котла ОР-140 производства Rafako (Рацибуж) и теплофикационную турбину эльблонгского завода Zamech типа 13UP65 мощностью 49 МВт.
В 1991-м начал работу более мощный блок ВС-100, который имел паровой котел ОР-430 того же производителя и турбину Zamech 13UC100 мощностью 100 МВт. А в 1998-м запустили блок ВК-100 с котлом ОР-430 и турбиной Zamech 13UC105К мощностью 120,5 МВт.
В 2011-м один из котлов блока № 1 модернизировали с использованием технологии пузырькового кипящего слоя до уровня BFB-110 и перевели на биомассу.
В настоящее время тепловая мощность станции составляет 791 МВт, из которых 270 МВт приходятся на два мазутных водогрейных котла PTWM-180, а еще 12 МВт на небольшой водогрейный котел на дизельном топливе.
Для удаления продуктов сгорания построили дымовую трубу высотой 205 метров, при этом котел на биомассе имеет собственную дымовую трубу высотой 61 метр.
Связь с энергосистемой осуществляется по ЛЭП, рассчитанной на работу под напряжением 110 кВ.